# Мошни
Мóшни (з 1930 по 1950 — Дудницьке) — село в Україні, Черкаському районі Черкаської області. Центр Мошнівської сільської громади. Населення — 4 478 осіб (5132 на 1972 рік).

## Географія
Село розташоване на правому березі Дніпра за 30 км від обласного та районного центру — міста Черкаси і за 8 км від пристані Сокирного. Відстань до найближчої залізничної станції Черкаси — 35 км. Через Мошни проходить автошлях Р10.

## Походження назви
Одна з версій походження назви говорить, що вона походить від слова «мошка», яка кишіла на довколишніх болотах і озерах. Але назва Мошни більше тяжіє до слова «мошна», що в перекладі з староруської означає гаманець, у ширшому розумінні — гроші, багатство. Отже, назву Мошни село могло отримати через те, що значну кількість його жителів складали заможні люди, яких прозивали «мошни», тобто багатії.
З 1930 по 1950 рік Мошни називалися Дудницьким на честь державного діяча УРСР Якима Дудника, що був родом з села.

## Населення
| Рік  | Чисельність | Чисельність |
| ---- | ----------- | ----------- |
| 1811 | 4794        | [ 1 ]       |
| 1861 | 3128        | [ 2 ]       |

| Рік     | Чисельність | Чисельність |
| ------- | ----------- | ----------- |
| 1890-ті | 8000        | [ 2 ]       |
| 1972    | 5132        | [ 1 ]       |

| Рік  | Чисельність | Чисельність |
| ---- | ----------- | ----------- |
| 2001 | 4799        |             |

| Рік  | Чисельність | Чисельність |
| ---- | ----------- | ----------- |
| 1811 | 4794        | [ 1 ]       |
| 1861 | 3128        | [ 2 ]       |

| Рік     | Чисельність | Чисельність |
| ------- | ----------- | ----------- |
| 1890-ті | 8000        | [ 2 ]       |
| 1972    | 5132        | [ 1 ]       |

| Рік  | Чисельність | Чисельність |
| ---- | ----------- | ----------- |
| 2001 | 4799        |             |

### Мова
Розподіл населення за рідною мовою за даними перепису 2001 року:
| Мова            | Кількість | Відсоток |
| --------------- | --------- | -------- |
| українська      | 4606      | 95.98%   |
| російська       | 188       | 3.92%    |
| білоруська      | 2         | 0.04%    |
| румунська       | 1         | 0.02%    |
| польська        | 1         | 0.02%    |
| інші/не вказали | 1         | 0.02%    |
| Усього          | 4799      | 100%     |

## Історія

### Давні часи
На околицях села виявлено кургани скіфського часу, ранньослов'янські поселення зарубинецької та черняхівської культур, також скарб римських монет 2 століття нашої ери вагою до 30 кг.

### Середні віки

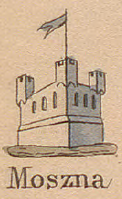
Мошни на мапі Зигмунда Герстмана

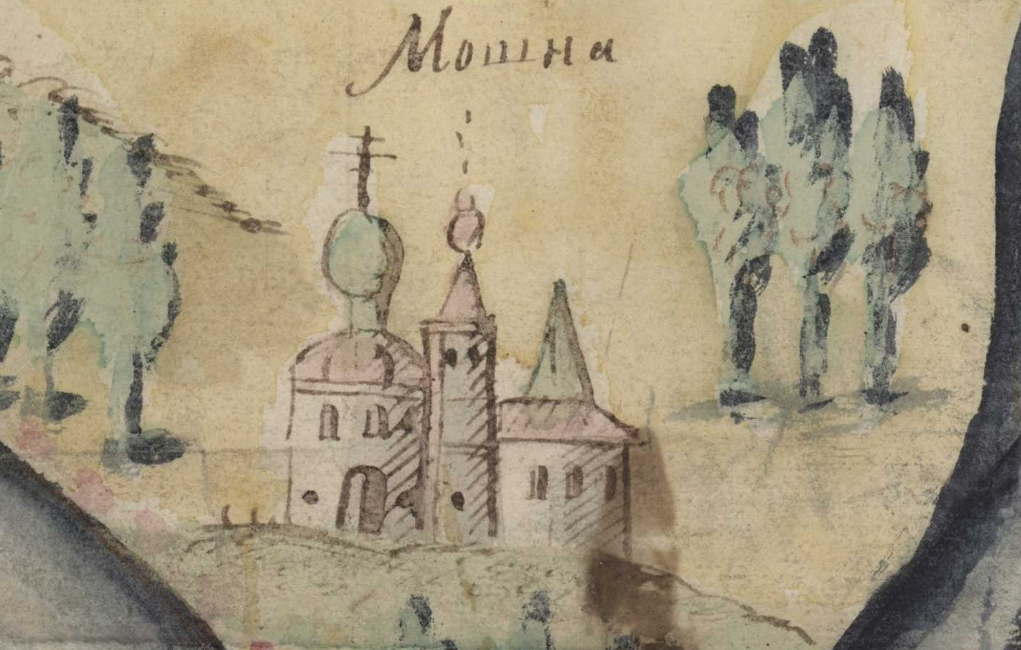
Мошни на карті XVIII століття

Уперше Мошни згадуються під 1494 роком у дарчій грамоті великого князя литовського Александра Яґеллончика (з 1501 р. короля Польщі). З грамоти видно, що Мошни згадуються як вже існуюче село, бо ще князь Семен Олелькович подарував Мошни батькові боярина В.Єршовича. Мешканці села виконували сторожову службу та ясачну повинність (давали ясу — сигнал про наближення небезпеки).
Один з переказів твердить, що на крайній горі Мошногір, яка носить назву Шпиль (біля сучасного санаторію «Мошногір'я») на місці стародавнього городища була козацька вежа (хвігура), сигнальні вогні якої було видно навіть на лівому березі Дніпра. Татари знищили поселення (імовірніше всього, це трапилося влітку 1482 року під час навали кримських татар Менглі-Гірея). Князь Олександр своєю грамотою дозволив боярину В.Єршовичу знову заселити його.
На початку другої половини XVI ст. Мошни належали В. Домонту. У Домонтів село купив черкаський і канівський староста князь Олександр Вишневецький. Він сприяв спорудженню тут замку і костелу.
У XVI ст. Мошни були приписані до Черкаського староства. Навколо села було багато козацьких слобід і хуторів. Як вказують дослідники, зокрема В.Голубуцький, козацькі слободи та хутори відзначались вищим рівнем добробуту порівняно з убогими селами. Тут розвивалось землеробство і тваринництво, а також промисли — рибальство, звіроловство, селітроваріння, поташний промисел, гутна справа. Серед козаків було чимало ремісників, талановитих майстрів. Зокрема, знамениті козацькі швидкохідні човни — чайки, крім Запоріжжя, будували і поблизу Мошен.
Власник села О.Вишневецький добився від польського короля надання Мошнам у 1592 р. магдебурзького права, яке давало місцевому населенню право на самоврядування, старі феодальні повинності заміняло податками з торгівлі та промислів. У листі — грамоті короля про надання магдебурзького права мовилося «…надаемъ печать местскую, герб ощепъ…» («ощепъ» староукраїнською мовою означає «спис») Такий символ якнайкраще відображав значення містечка та основне заняття його мешканців, які несли сторожову службу і боронили край від наїздів завойовників.
Для задоволення духовних потреб все зростаючого населення на терені Середнього Подніпров'я в XVI — XVII ст. виникає велика кількість православних монастирів . Один із них— Мошногірський Вознесенський монастир. Це був козацький монастир, у якому, як свідчить дослідник Л.Похилевич, «…скитался несчастный сынъ Хмельницкаго Юрій, сделавшійся изъ гетмана монахомъ.»
В кінці XVI — на початку XVII ст. посилилось соціальне, національне та духовне гноблення, наступ на козацькі привілеї населення Середньої Наддніпрянщини. Це викликало протест волелюбного покозаченого населення. Почалися збройні повстання. Активну участь у цій боротьбі брали жителі Мошен.
У 1637 році Мошни знову стали центром повстань. 14 жовтня 1637 року полковник війська Запорізького Карпо Скидан своїм універсалом призначає містечко Мошни місцем зосередження повстанців. В містечку відбулася рада отаманів повстанських загонів. У жовтні — листопаді загони повстанців збиралися у Мошнах та довколишніх селах. Сюди ж підійшло з Черкас козацько-селянське військо під проводом гетьмана Павлюка (Павла Бута).
| «…на Миколин день (6 грудня 1637 р.) стала ся рішуча битва між Мошнами і Россю. Козаки вдарили на поляків, що заложили ся табором коло села Кумейків». Повстанці програли битву, хоча і билися відчайдушно. «Хворих і покалічених мусили кинути в Мошнах; військо польське заставши їх тут, не пожалувало немічних і безборонних, побило їх без милосердя» . |
Околиця Мошен, де відбулося це побоїще, тепер носить назву «Лютарівка», нагадуючи про ті криваві події.
З 1649 року Мошни стали сотенним містечком Черкаського полку. Тоді в ньому налічувалося 1400 господарств. У Мошнах 1649 та 1650 року Богдан Хмельницький підписав кілька універсалів.
У другій половині XVII ст. на Мошни не раз наїздили татари (у 1667 році напала Бєлгородська орда і погнала багатьох жителів у полон). Їх палили польська шляхта та магнати (1665 рік), майже дощенту зруйнували турки і татари під час Чигиринських походів (1677—1678 рр.).
1679 року, за наказом московської влади та гетьмана І.Самойловича більшу частину населення Мошен було насильно переселено на Лівобережну Україну (так званий Великий згін).
За «Вічним миром» 1686 року Мошни потрапило до тієї лінії Придніпров'я, яка мала стояти пусткою і не підлягала заселенню. Однак, всупереч забороні, вона залюднювалася знову. Від Вишневецьких містечко перейшло до Радзивіллів. За Радзівілів в Мошнах відбудовано костел та запроваджено унію, продовжувалась політика утисків. У відповідь жителі бралися за зброю, ішли в гайдамацькі загони. Так, у 1750 році один із загонів напав на містечко, у 1758 — захопив садибу і спалив майно орендарів.
Під час Коліївщини в кінці травня 1768 року до Мошен вступили підрозділи Війська Запорозького. Деякий час тут діяв загін на чолі з Семеном Неживим. За свідченнями мешканців, він прибув у село за їхнім проханням, «бачачи… необмежену сваволю і збиткування», що їх чинили ляхи і зокрема губернатор мошенський Подгородецький, який людей… киями бив ледь не до смерті і «силував прийняти унію». Також тут на початку повстання перебував повстанський отаман Микита Швачка.
У XVIII ст. Мошни переходили з рук в руки. Від магнатів Радзивіллів до Моравських, а від Моравських до Любомирських. В цей час будувався Мошногірський замок монастиря, дерев'яна церква, костел. Мошни і його жителі були у гущі цих процесів, що не в останню чергу обумовлювалось їх геостратегічним положенням. Після Коліївщини Любомирські продали Мошни князю Потьомкіну. Після смерті Потьомкіна Мошни перейшли у спадок до його небоги Олександри Браніцької.

### 19-20 століття

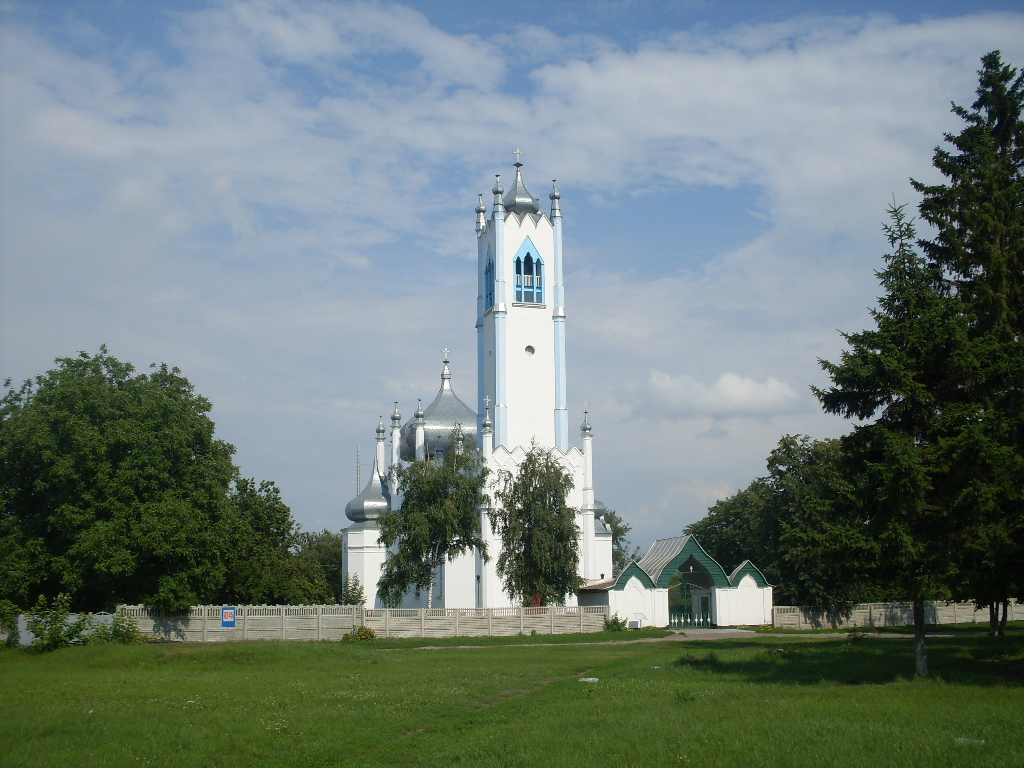
Преображенська церква XIX ст.

У 1819 році Мошнівський маєток перейшов до графа Міхаіла Воронцова, як посаг його дружини Єлизавети Ксаверіївни Браніцької. За його наказом під керівництвом відставного полковника І. Т. Ягницького було проведено меліоративні роботи, прорито до 60 км сплавних та водостічних каналів, осушено велику площу болота. Воронцов сприяв розвитку різних промислів. В економіці його маєтку чимале місце посідало ґуральництво, човно- і пароплавобудування. Саме у Мошнах у 1823 році кріпаки-умільці побудували перший пароплав на Дніпрі. А досвідчений коваль Вернигора встановив на «Пчелке» (так називалось судно) парову машину на 6,5 кінських сил. У цей час Мошни стали центром великого маєтку, а в 1811 році — містечком. Тут у 641 дворі проживало 4794 чоловіка, діяла лікарня. Працювали ґуральня, цегельня.
Містечко славилося умільцями. Серед селян було багато мулярів, теслярів, столярів, каменярів, штукатурів. Це їх руками збудовано в Мошнах Спасо-Преображенську церкву (1840 р. Архітектор Г. І. Торічеллі). Будівельні бригади з Мошен наймалися в різні міста Росії. Так, на унікальному будівництві алупкінського палацу в Криму у 40-х роках XIX ст. 
| «…рядом с приглашенным из Англии столяром Чарльзом Вильямсом в дворцовой столярной мастерской трудились мошенские крепостные Аким Лапшин, Максим Тесленко. Лепщик-штукатур Роман Фортунов вместе со своими четырьмя односельчанами из Мошен войдет в историю как автор уникального лепного декора Голубой гостиной…» |
Воронцов замовив італійському архітектору Джорджо Торрічеллі проект Спасо-Преображенської церкви, яка й була збудована у 1830—1840 роках. Стиль споруди фахівці визначають як романтичну суміш східних мотивів і тюдорівської готики — і тим не менше, у плані це класична хрещата церква, об'єднана з дзвіницею.

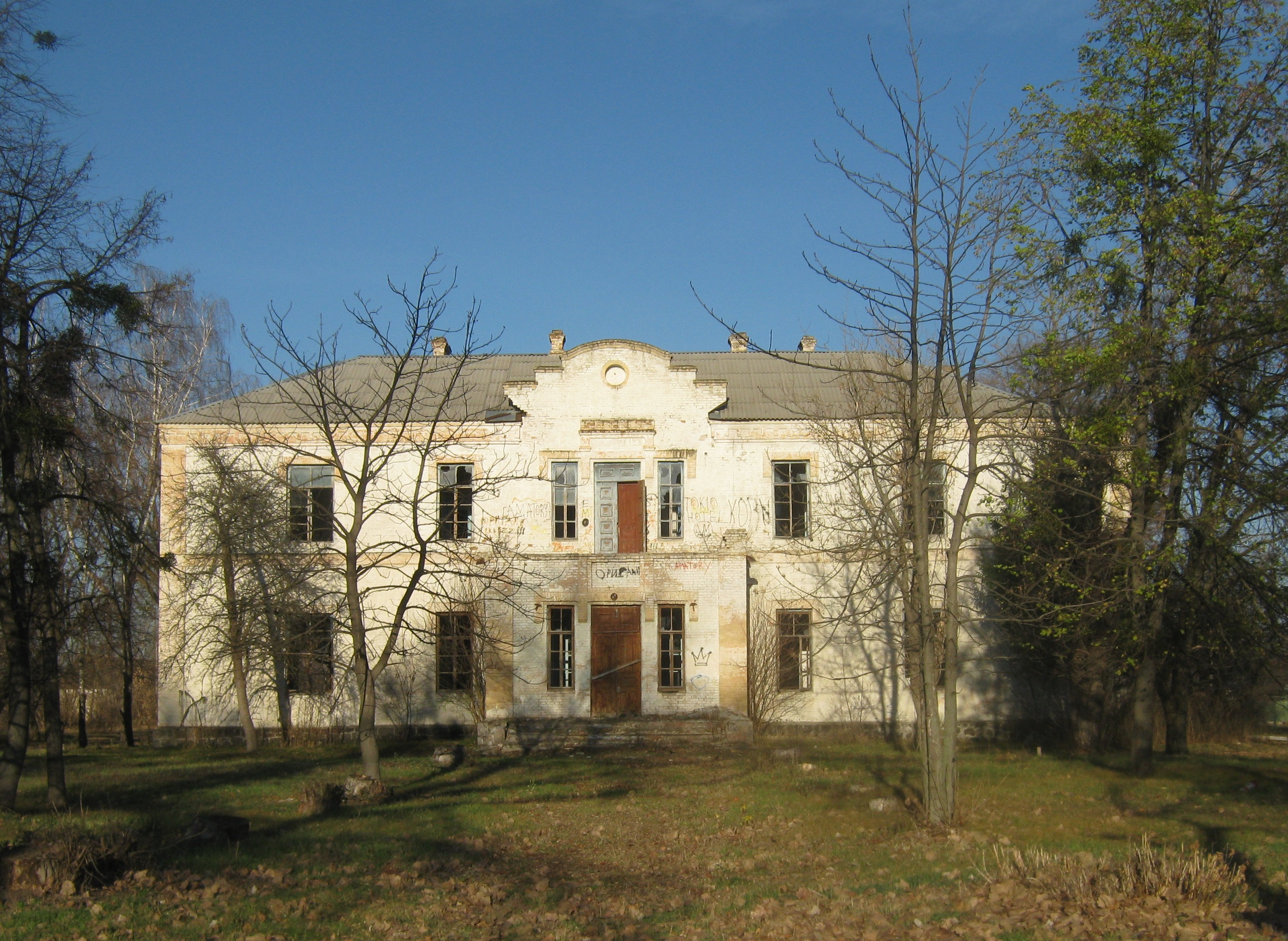
Еллінська школа 1901 р.

Мошнівські майстри створили за наказом М.Воронцова в Мошногорах унікальний — найбільший в Європі — прекрасний англійський парк зі збереженням природних умов, цілий комплекс оригінальних архітектурних споруд. Посеред Мошногірського парку був збудований відомий триповерховий палац графа.
У 1857 році у Мошнах було побудовано костел, дзвіницю якого у радянські часи використовували як водонапірну вежу, а сам костел — як аграрний цех. Нині він також використовується у промислових цілях.
1859 року в Мошнах побував Тарас Григорович Шевченко, коли його арештованого привезли сюди з Прохорівки.
У 1861 році в містечку проживало у 815 дворах 3128 чоловік.

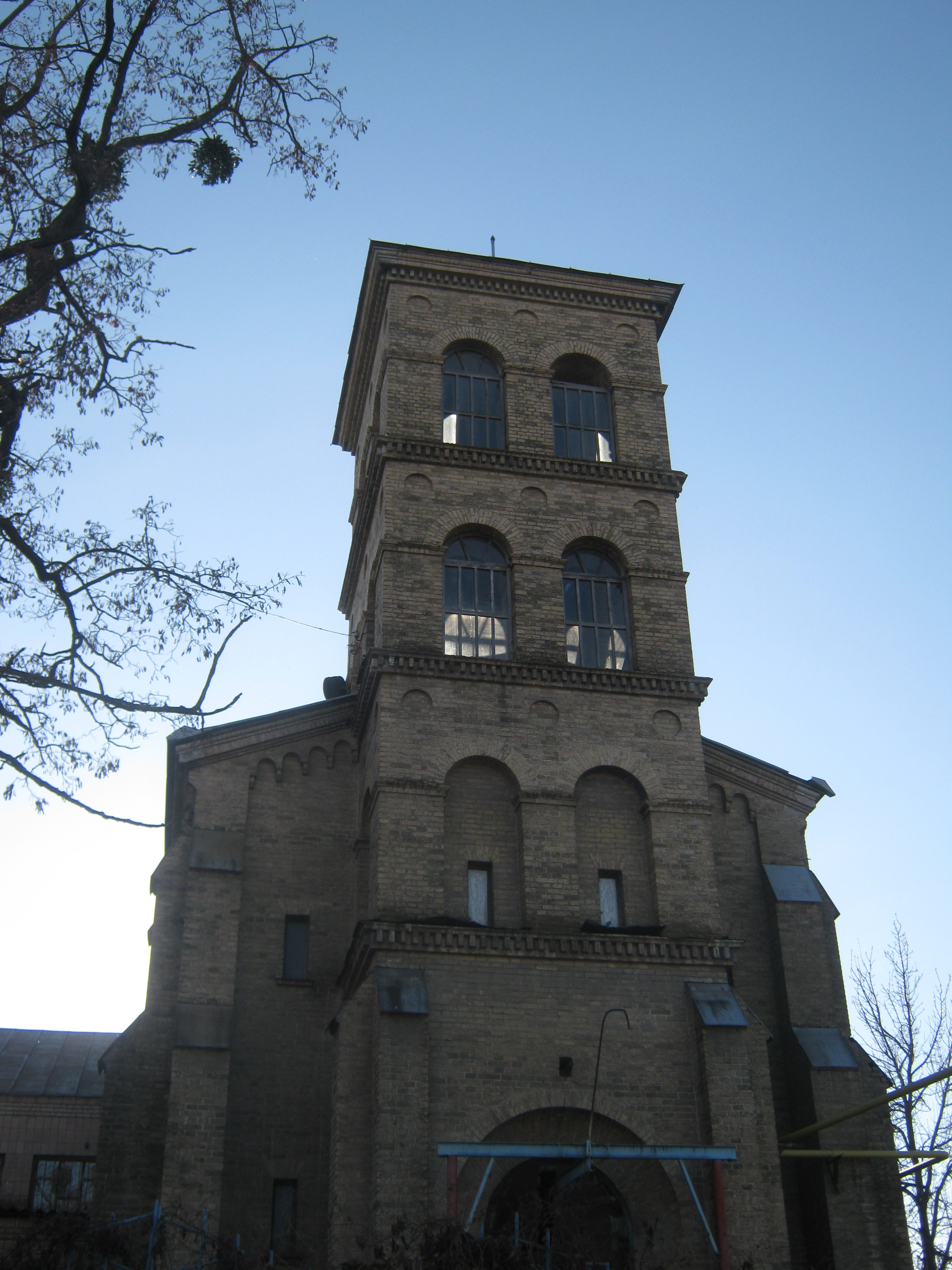
Костел 1857 р.

У 1884 р. Мошногородищенський маєток за духовним заповітом С. М. Воронцова (сина М. С. Воронцова) переходить до його племінниці К. А. Балашової. На кінець XIX ст. у Мошнах налічується понад 1500 дворів, у яких проживало понад 8 тисяч чоловік.
Коли дружина Балашова Катерина Андріївна (уроджена Шувалова) у 1884 році успадкувала від свого дядька князя Воронцова маєтності при містечках Мошни і Городище, вона розгорнула активну господарську діяльність. Їй вдалося розбудувати багатющий маєток, що простягався на 60 верстов від Дніпра, обіймав два згаданих містечка й 17 сіл. У 1890 р. вона замислила збудувати лікарню та замовила її проект славнозвісному архітектору Владиславу Городецькому. Того ж року почали заготівлю матеріалу, а урочисте відкриття відбулося 9 листопада 1894 року — у день срібного весілля Балашових. Лікарню і аптеку обслуговували один лікар, два фельдшери і дві повивальні бабки.
Дотепер зберігся у первісному вигляді один корпус лікарні — оригінально декорована дерев'яна споруда.
У 1901 році Катерина Балашова заснувала Еллінську школу — жіночу школу, де за основу бралася грецька (еллінська) система освіти. За радянських часів у будівлі розташовувалась загальноосвітня школа, нині ця будівля не використовується і має занехаяний вигляд.

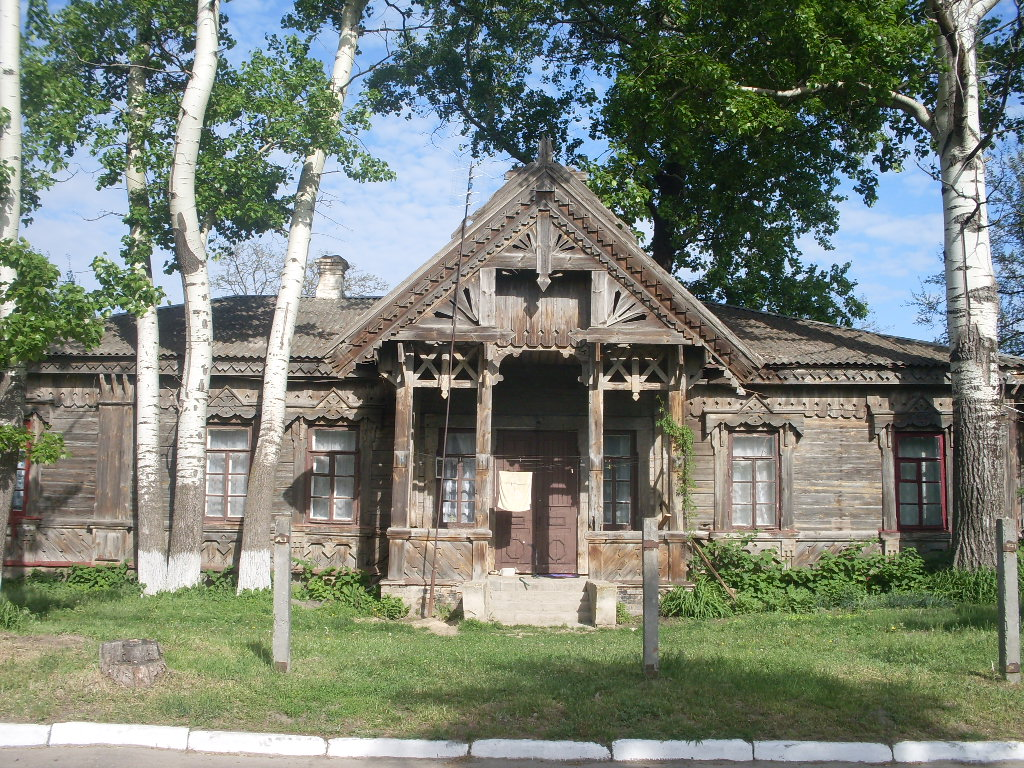
Будівля земської лікарні 1894 р.
Будівля земської лікарні кінця XIX ст.

Зростає промисловість. У другій половині XIX ст. будується ґуральня, лісопильний, цегельний, медоварний, воскобійний і 3 маслобійні заводи, просорушка, ковбасня та низка інших невеличких підприємств. Уже 1885 року містечко мало 8 парових двигунів, 9 кузень. Тоді тут діяли дві школи — двокласна і однокласна в яких дітей навчали письму і арифметиці.
До 1900 року Мошни стали значним торговельним й економічним осередком Наддніпрянщини. У 1897 році тут перетворюють місцеве поштове відділення на поштово-телеграфне. Містечко мало 32 крамниці, тут щоденно відбувалися невеличкі торжки, через кожні два тижні (у понеділок) — базари і раз на рік — дводенний ярмарок. У той час у Мошнах діяло 8 церков. У 1911 році відкрита перша бібліотека, що мала 619 книг.
Після лютневої революції 3(16) квітня 1917 р. в Мошнах відбувся людний мітинг. І. Т. Супрун, Р. К. Смаглій та інші зірвали з пристава й урядника погони, скинули на землю монумент царя.
У роки Визвольних змагань в Мошнах кілька разів змінювалась влада. По мірі того, як місцеве населення помічало все більшу різницю між деклараціями Радянської влади та її реальною політикою, частина жителів Мошен та навколишніх сіл від підтримки Радянської влади перейшла на сторону повстанських формувань, що боролись з нею і стояли на позиціях незалежності України.

### Роки Радянської влади

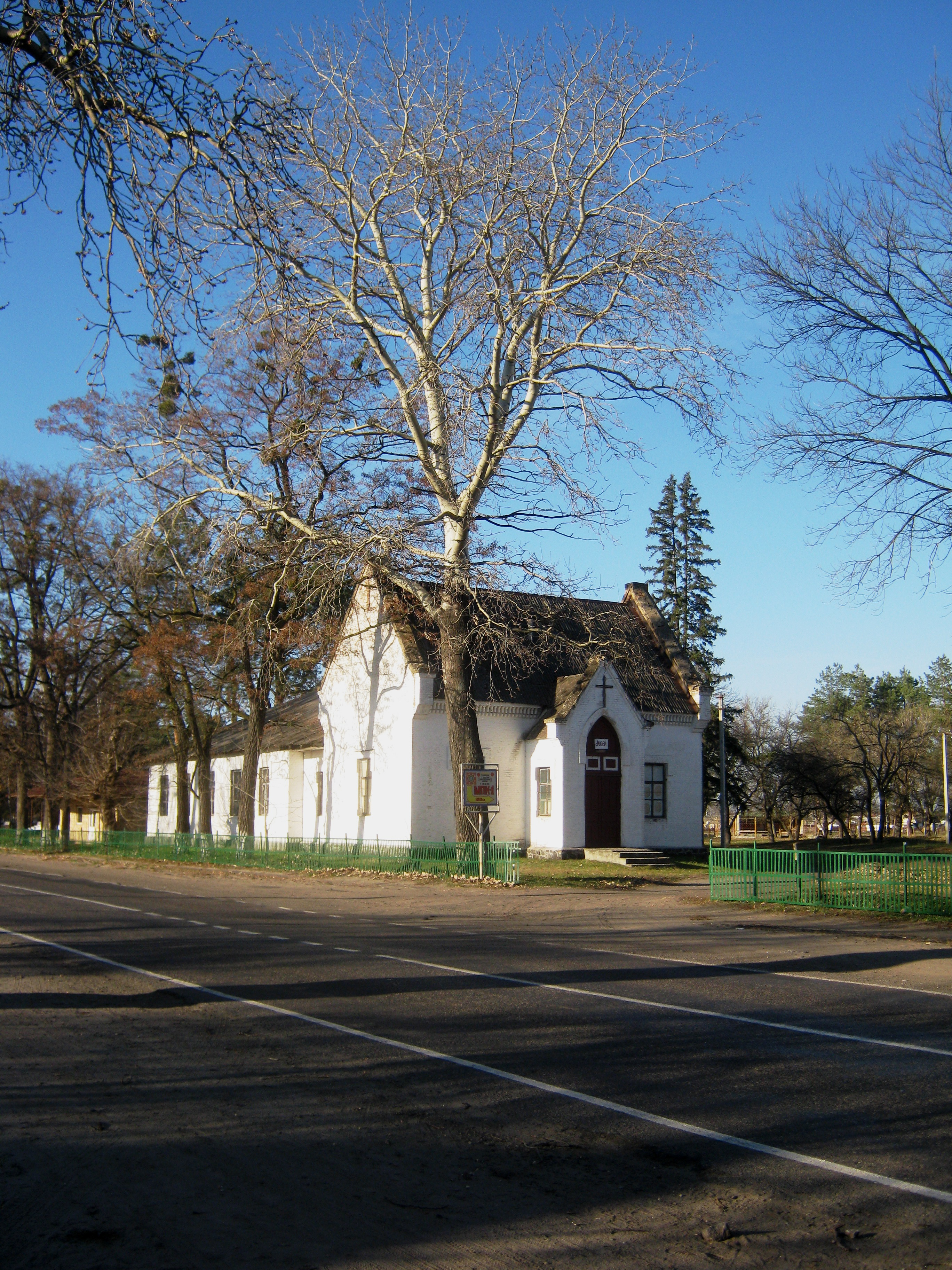
Колишній сільський клуб 1918 р.

У 1923 році Мошни стали центром району, який охоплював 18 сіл. Існував він до 1931 року.
З 1924 року почали діяти початкова і семирічна школи, 2 хати-читальні, бібліотека.
До 1926 року село відбудувало кілька дрібних підприємств. Почали працювати 14 вітряків, водяний і паровий млини, олійниця, 5 кузень, цегельня та лісопильня.
У 1927 році збудовано кінотеатр, проведено радіо, електрика.
1929 року в селі утворено три колгоспи: «Червона зірка», «Нова культура» та «Нове життя».
У 1935 році в Моншнах створено МТС. На 1938 рік вона мала 17 тракторів і 6 комбайнів. 1940 р. стала до ладу електростанція. Однією з передових в Україні була художньовишивальна артіль ім. Клари Цеткін, утворена 1932 р. Її вироби йшли на експорт, зокрема до Франції та Америки. На початку 1941 року розпочалося будівництво гідроелектростанції.
18 серпня 1941 р. нацисти окупували Мошни. У дні окупації на околицях Мошен діяли партизанські загони. 4 лютого 1944 р. частини 52-ї армії разом з партизанами визволили Мошни. 500 мешканців села, що воювали на фронтах, нагороджені урядовими нагородами.
Після окупації в короткий час було відбудовано або відремонтовано господарські приміщення, лікарню, школи. Став до ладу харчокомбінат, відбудовано МТС. Розвивається промисловість. Значно розширився харчокомбінат, відділення «Сільгосптехніки», філія Черкаської фабрики художнього вишивання ім. Лесі Українки. Значного розвитку зазнали охорона здоров'я, освіта, культура. Збудовано нове приміщення дільничної лікарні, нова школа, будинок культури, універмаг.
У вересні 1950 року мошенські колгоспи об'єдналися в один, а в лютому наступного року він поділився на дві артілі — ім. Кірова та «Червона зірка». У 1959 році артілі об'єдналися в колгосп «Дружба». Він мав 3800 га землі, з них 3014 га — орної.
Станом на 1972 рік в селі працювали філія райпобуткомбінату для пошиття та ремонту одягу і взуття, колгоспний комунгосп, хлібопекарня, цех кондитерських виробів, 11 магазинів, 8 ларків, чайна, кафе. У селі працювали середня, восмирічна і початкова школи, будинок культури із залом на 600 місць.
У 1970–1990 роках значних успіхів досягло самодіяльне мистецтво, зокрема мошнівський народний хор «Мошногір'я», народний ансамбль танцю «Рушничок», хор Преображенської церкви.

## Пам'ятки
- Спасо-Преображенська церква 1840 р. архітектора Джорджо Торрічеллі
- Дерев'яні лікарня та будинок лікарів архітектора Владислава Городецького
- Хата, де 1859 року зупинявся Шевченко
- Костел 1857 р.
- Мошнівський — ландшафтний заказник місцевого значення
- Мошнівський охоронна зона — загальнозоологічний заказник місцевого значення.

## Відомі люди
У селі народилися:
- Андрієвич Маргарита Андріївна (справж. — Крамар Харитина) — акторка, драматург, член Спілки письменників України. Народилася 26.09(09.10).1912 р., с. Мошни, Черкаський район, Черкаська область. Закінчила Київський інститут театрального мистецтва (1937). Працювала у Полтавському українському театрі ім. М. Гоголя, Чернівецькому українському музично-драматичному театрі ім. О. Кобилянської (1940—1955), зав. літературно-драматичною частиною (1955—1978). Як акторка зіграла ролі: Ганна («Безталанна»), фрау Міллер («Підступність і кохання»), Орта («Вій, вітерець»), Наталка («В степах України»). Авторка п'єс «Я вірю!», «Леся», «Титарівна», «Пугачівна», виступала з театральними рецензіями, перекладала п'єси. В рукописах залишились її драматичні твори: «Кума Марта», «Відьма», «Крізь роки», «Кара». Окремою книгою у видавництві «Карпати» (1987) вийшла збірка оповідань і новел «Крізь лет років». Про її творчість у газеті «Літературна Україна» писали В. Кушнір, М. Баштан. ЇЇ біографія увійшла до Енциклопедії Сучасної України (ЕСУ). Померла 25.07.1992 р. Юхим Гусар.
- Гребенюк Семен Миронович (1913-2005) — кандидат технічних наук, професор, укладач підручника для вузів "Технологічне обладнання цукрових заводів"
- Гречуха Михайло Сергійович — голова Президії Верховної Ради УРСР у 1939–1954 роках
- Дудник Олександр Микитович (1918–2001) — кандидат географічних наук, доцент, декан природничого факультету Черкаського педінституту впродовж 1947–1987 рр.
- Дудник Яким Минович (1 жовтня 1881, село Мошни, тепер Черкаського району Черкаської області — 14 березня 1934, місто Харків) — український радянський діяч, заступник голови Ради народних комісарів УСРР, голова Держплану УРСР, нарком земельних справ УРСР.
- Пресняков Максим Сергійович (1986—2015) — командир розвідувальної роти 93-ї окремої механізованої бригади ЗСУ. Загинув 18 січня 2015 р. в бою з російськими збройними формуваннями за донецький аеропорт
- Сабада Олександр Борисович (1979—2014) — льотчик, загинув при виконанні бойових обов'язків під час АТО
- Тесля Трохим Трохимович (1903 — розстріляний 27 листопада 1937) — археолог
- Тесля Юрій Миколайович — доктор технічних наук, лауреат Державної премії України у галузі науки і техніки
- Яровий Михайло Михайлович — маляр і графік

Мешканці села:
- Синчак Анатолій Анатолійович (1972—2015) — молодший сержант Збройних сил України, учасник російсько-української війни.

## Галерея

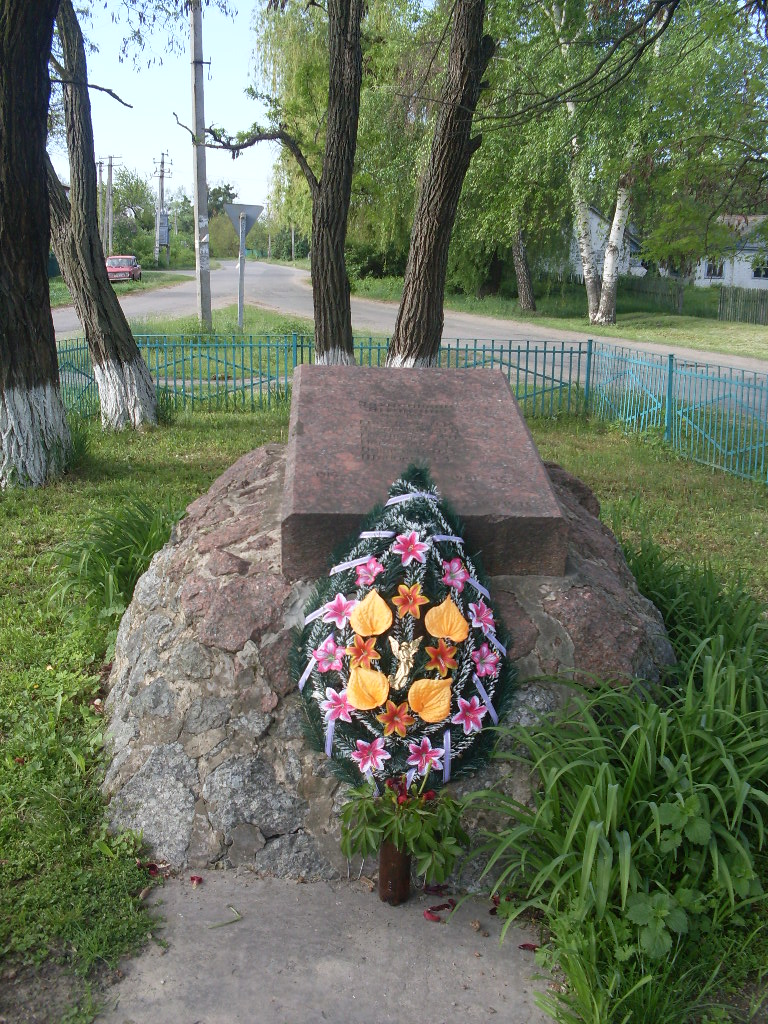
Пам'ятник воїнам-землякам. Братська могила партизан, які загинули в боротьбі з "бандами" в "громадянській війні"
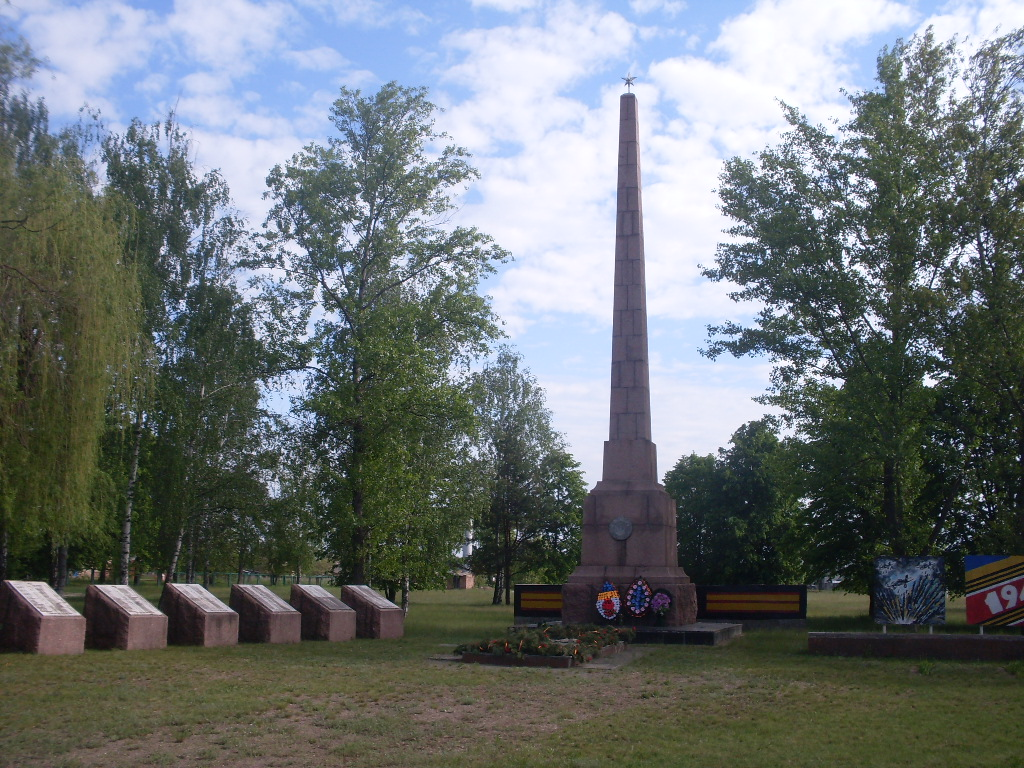
Пам'ятник односельчанам, воїнам-визволителям у німецько-радянській війні
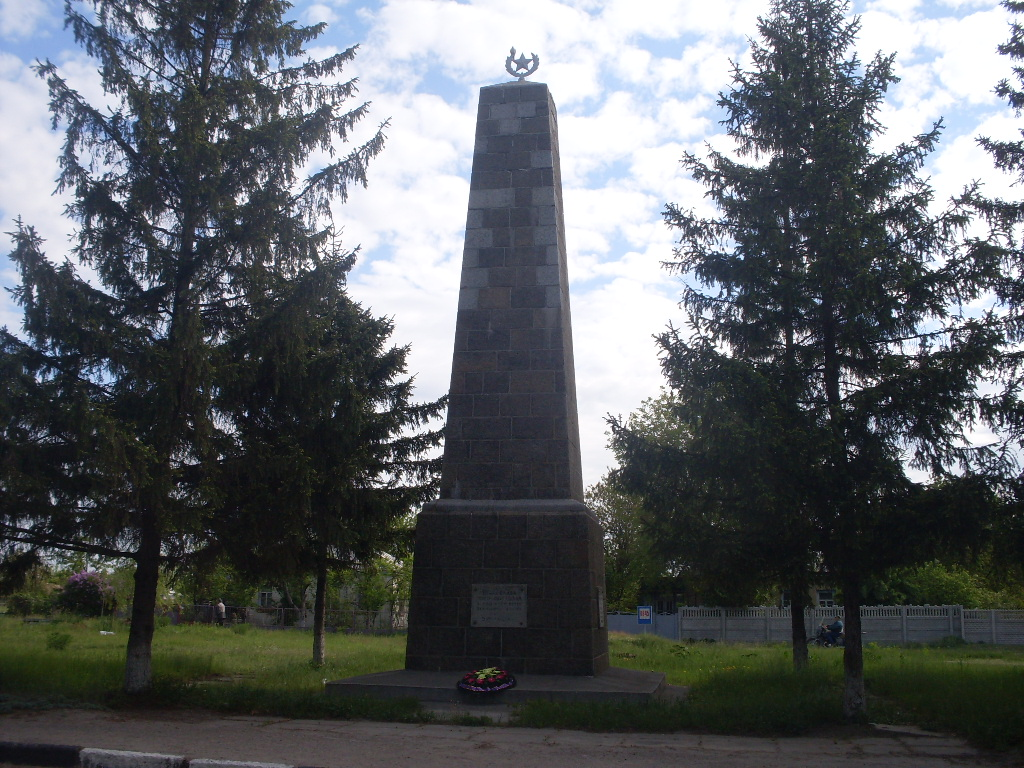
Пам'ятний знак бійцям партизанського загону
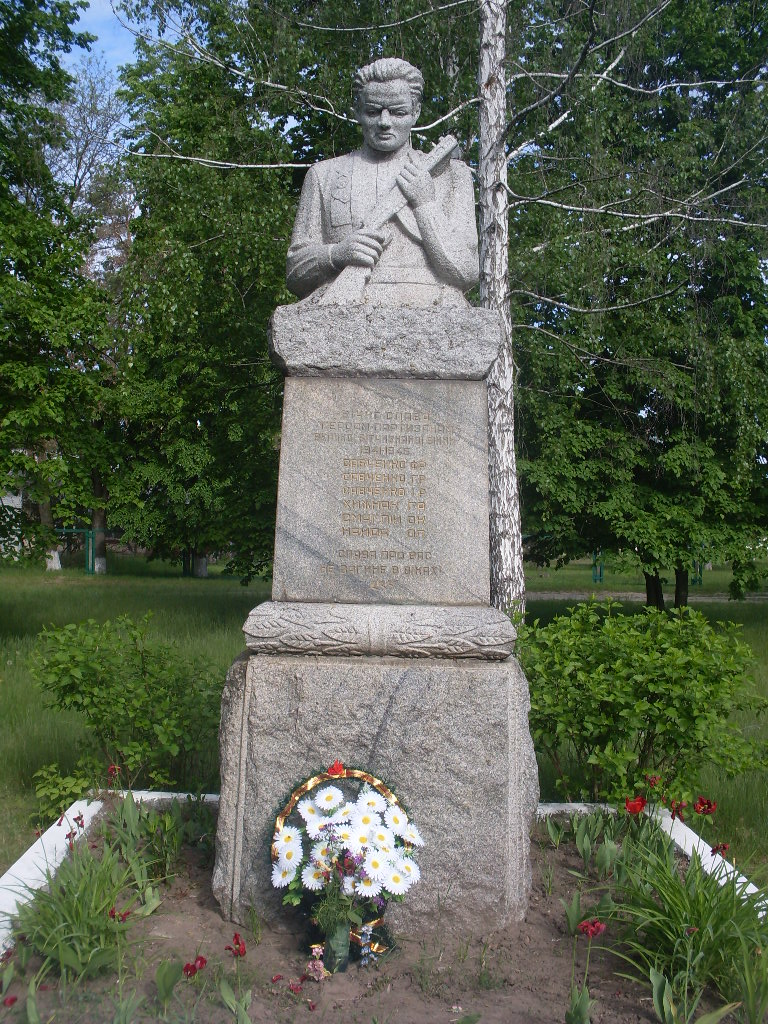
Братська могила 6 партизан і пам'ятник односельчанам у німецько-радянській війні
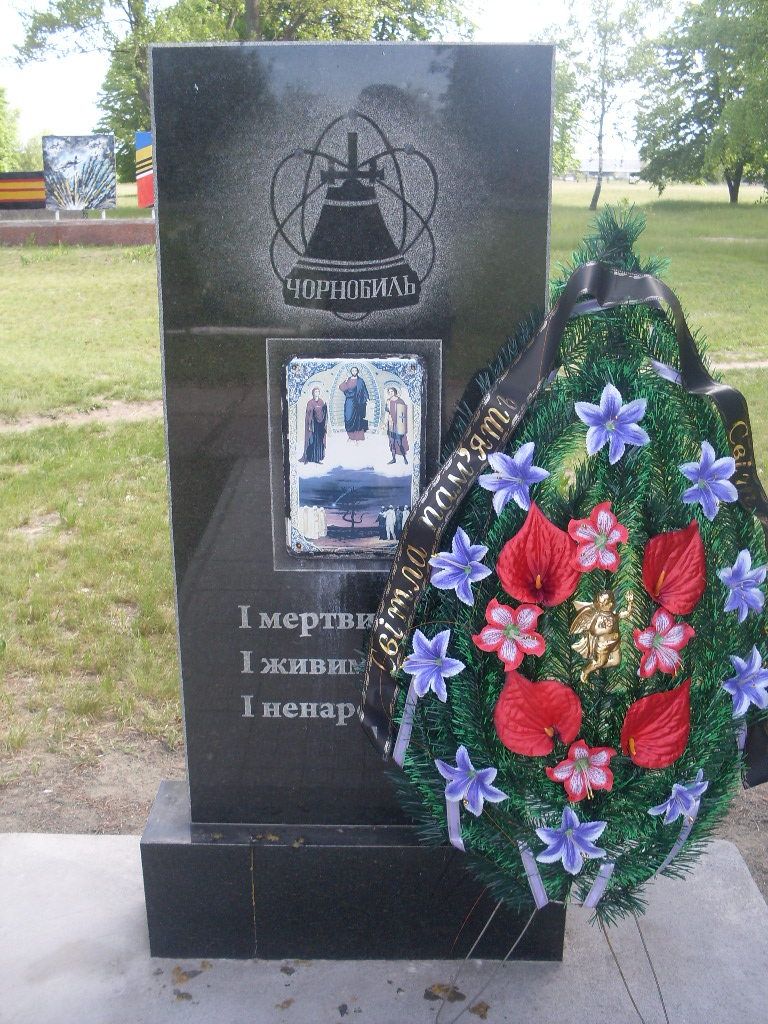
Пам'ятник жертвам Чорнобиля
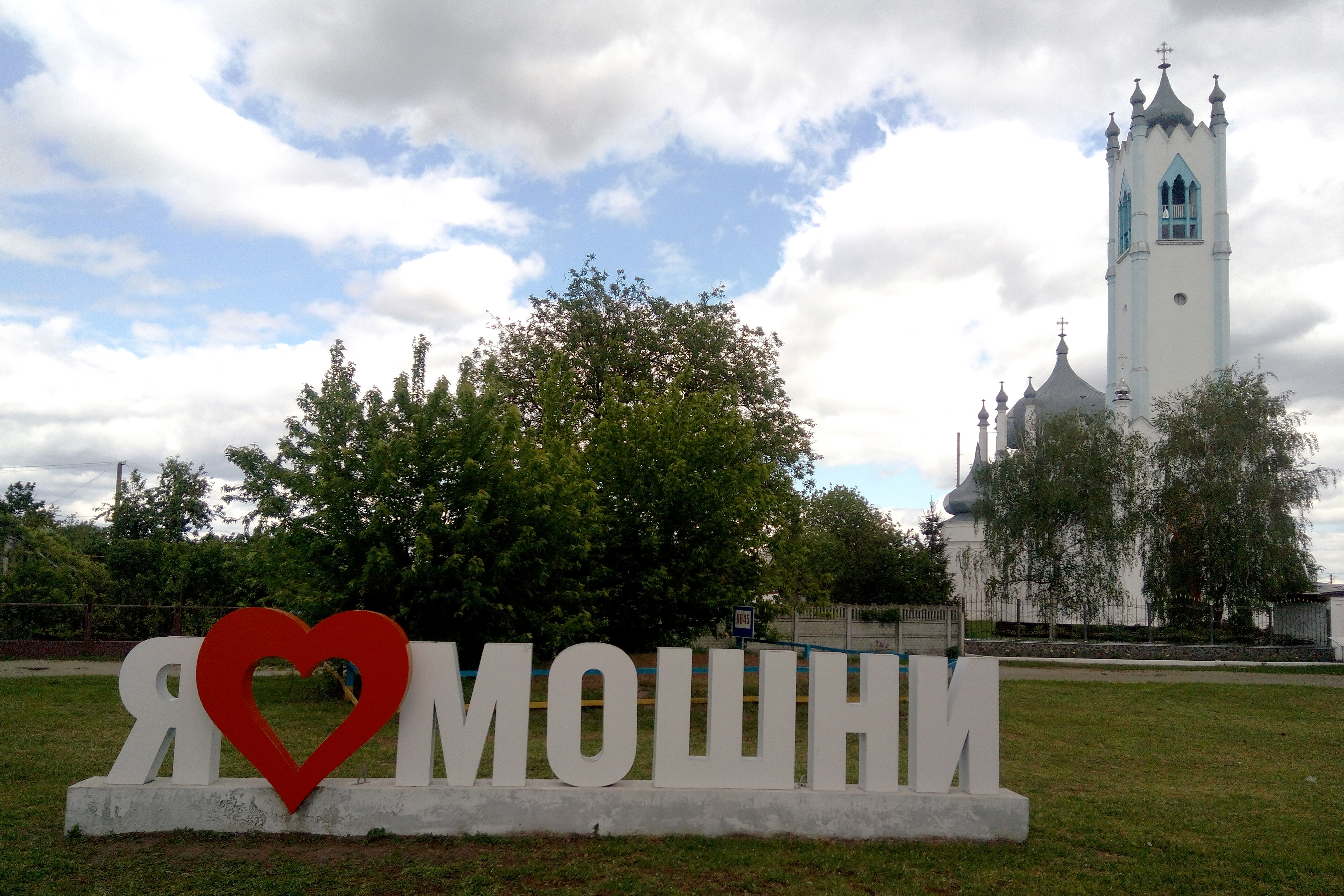
Інсталяція "Я люблю Мошни"
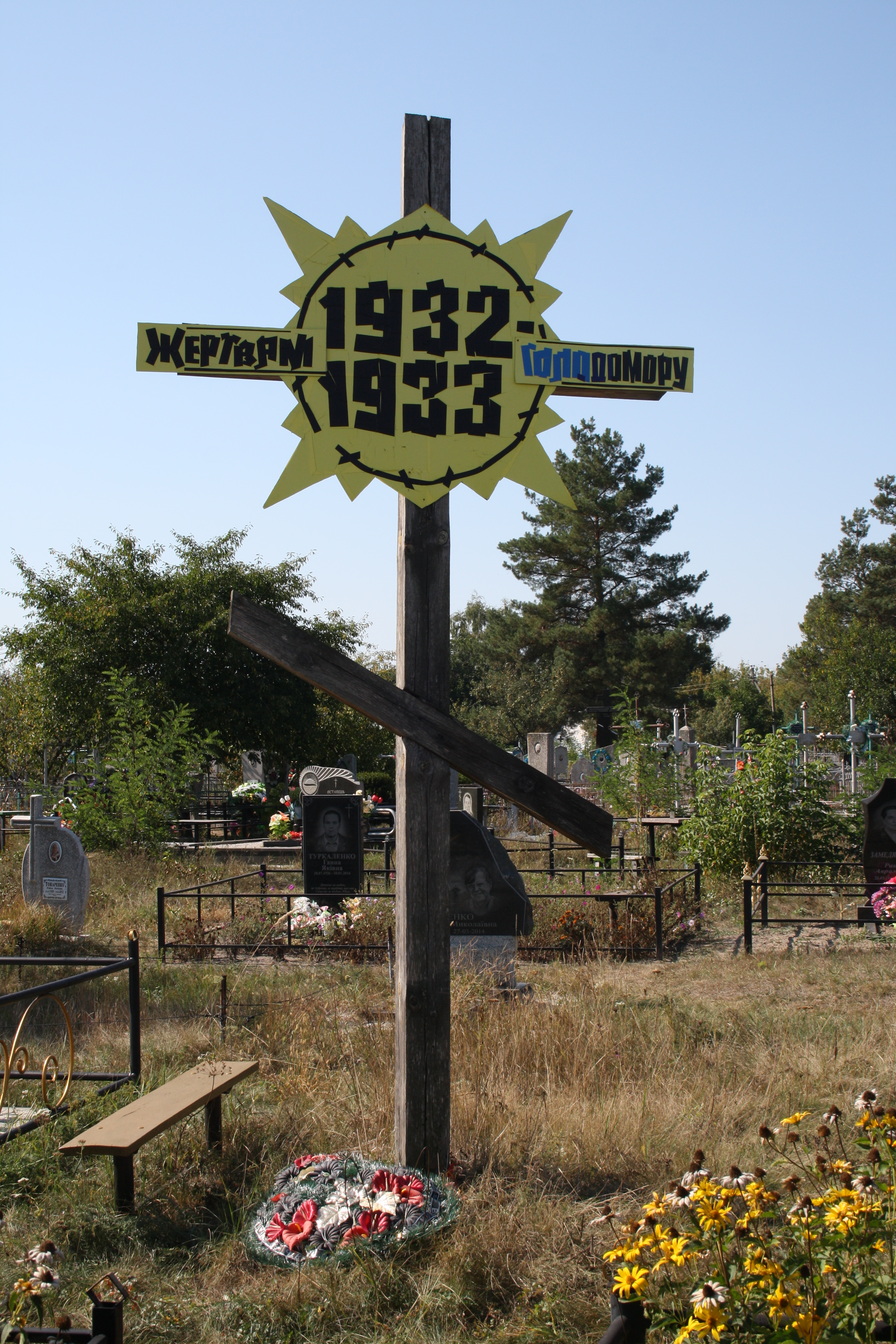